# Macrocentrus crocidophorae
Macrocentrus crocidophorae är en stekelart som beskrevs av Muesebeck 1932. Macrocentrus crocidophorae ingår i släktet Macrocentrus och familjen bracksteklar. Inga underarter finns listade i Catalogue of Life.